# Simiane-la-Rotonde
Simiane-la-Rotonde è un comune francese di 607 abitanti situato nel dipartimento delle Alpi dell'Alta Provenza della regione della Provenza-Alpi-Costa Azzurra.

Si trova sull'altopiano detto Plateau d'Albion, fra il Mont Ventoux e la Montagna di Lura.
Dal 1963 al 1988 in questo comune la pittrice Jacqueline Lamba era solita trascorrere l'estate ogni anno.

## Storia

### Simboli
Lo stemma comunale è ispirato a quello della famiglia de Simiane che era d'oro, seminato di torri e di gigli d'azzurro.

## Società

### Evoluzione demografica
Abitanti censiti